# Agenzia per lo svolgimento dei Giochi olimpici
L'Agenzia per lo svolgimento dei Giochi olimpici, abbreviata in "Agenzia Torino 2006", fu un'agenzia pubblica italiana di ingegneria per attuare tutte le attività di realizzazione delle opere inserite nel "Piano degli interventi", predisposto dal Comitato Organizzatore dei XX Giochi olimpici invernali, e finalizzate allo svolgimento delle Olimpiadi e Paralimpiadi invernali di Torino del 2006.

## Storia
L'Agenzia, dotata di personalità giuridica di diritto pubblico con autonomia organizzativa, amministrativa e contabile, venne creata tramite la Legge n. 285 del 9 ottobre 2000, al fine di realizzare gli impianti sportivi, le infrastrutture olimpiche e viarie, necessarie allo svolgimento dei XX Giochi olimpici invernali, con finanziamenti dallo Stato italiano, della Regione Piemonte, di enti locali e da privati.

## Opere
Nel "Piano degli interventi" gli impianti da dover costruire o esistenti da ristrutturare per poter svolgere le gare dei Giochi e gli allenamenti degli atleti, furono i seguenti:
- Realizzazione di nuovi impianti:
  - Palasport Olimpico (2003-2005), da utilizzarsi per l'hockey su ghiaccio, su progetto di Arata Isozaki e Pier Paolo Maggiora, per un importo di 87 000 000 di euro e inaugurato il 13 dicembre 2005;[3]
  - Oval Lingotto (2005), da utilizzarsi per il pattinaggio di velocità su ghiaccio, su progetto del gruppo Hok Sport di Londra e dello Studio Zoppini Associati;
  - Torino Palaghiaccio (2003-2005), da utilizzarsi per gli allenamenti di pattinaggio di figura e short track, su progetto di Claudio Lucchin, Cesare Roluti, assieme allo studio De Ferrari e allo studio Lee;
  - Palaghiaccio di Torre Pellice (2003-2006), da utilizzarsi per il curling, su progetto di Claudio Lucchin, assieme allo studio De Ferrari e allo studio Lee;
  - Stadio del Trampolino a Pragelato, da utilizzarsi per il salto con gli sci e lo per un importo di 35 000 000 di euro;[4]
  - Cesana Pariol di Cesana Torinese, pista per bob, slittino e skeleton, per un importo di 110 000 000 di euro;[4]
- Ristrutturazione di impianti esistenti:
  - Stadio Olimpico e tutta l'area circostante (2003-2005), da utilizzarsi per le cerimonie di apertura e di chiusura;
  - Palazzo a Vela, da utilizzarsi per il pattinaggio di figura e lo short track, su progetto di Gae Aulenti e Arnaldo De Bernardi;
  - Palazzo del ghiaccio di Pinerolo, ristrutturato e ampliato;
- Adeguamento del complesso Torino Esposizioni a impianto sportivo temporaneo, da utilizzarsi per l'hockey su ghiaccio.

Le principali opere infrastrutturali inserite nel "Piano degli interventi" e propedeutiche allo svolgimento dei Giochi furono invece le seguenti: sei seggiovie, due sciovie, una cabinovia e una telecabina, nelle località montane sedi dei Giochi; sei parcheggi nei pressi degli impianti sedi di gara o di allenamento degli atleti (a Bardonecchia, Cesana Torinese, Claviere, Sestriere, Torre Pellice e Usseaux); dieci nuovi sistemi di innevamento programmato, con bacino di accumulo, nelle località montane del Piemonte; adeguamenti stradali (come ad esempio il tratto di collegamento Pinerolo-Saluzzo, le varianti di Avigliana, Cavour e Osasco, un nuovo sottopasso a Pinerolo e uno del corso Spezia a Torino, l'adeguamento della Cesana Torinese-Claviere); adeguamenti autostradali (il secondo tronco della diramazione Torino-Pinerolo dall'Autostrada A55, il completamento dello svincolo di Bardonecchia, miglioramenti al "nodo" di Bruere, la quarta corsia dell'Autostrada A32 nel tratto compreso tra Savoulx e il traforo stradale del Frejus); la realizzazione della nuova Stazione di Pinerolo Olimpica; l'arco olimpico di Torino che collega il Villaggio Olimpico e il Lingotto.